# گیتانما
ماه‌نامهٔ گیتانما برگردان رسمی مجلهٔ نشنال جئوگرافیک به زبان فارسی است. مجله گیتانما با اخذ مجوز از سردبیر مجلهٔ نشنال جئوگرافیک به زبان فارسی منشر شده‌است و نخستین شمارهٔ آن آبان‌ماه ۱۳۹۱ منتشر شد. کریس جانز، سردبیر ماهنامه نشنال جئوگرافیک از انتشار این نشریه به زبان فارسی ابراز خرسندی کرده و گفته‌است: به‌عنوان سردبیر ماهنامه نشنال جئوگرافیک، بسیار مفتخر هستم که شاهد چاپ این ماهنامه به زبان فارسی هستم. همچنین تری آدامسون، معاون رئیس اجرایی انجمن نشنال جئوگرافیک گفت: ما مفتخر هستیم که به ایرانیان مجله‌ای را ارائه دهیم که به زبان خودشان با آن‌ها سخن بگوید.
مجلهٔ نشنال جئوگرافیک هم‌اکنون بیش از ۶۰ میلیون مخاطب در ۳۶ زبان مختلف در اکثر کشورهای دنیا دارد.
صاحب امتیاز و مدیر مسئول مجلهٔ گیتانما دکتر منصور نیکخواه بهرامی (استاد بازنشستهٔ دانشکدهٔ فنی دانشگاه تهران) و سردبیر آن، بابک نیکخواه بهرامی است.

## نام نشریه
بر روی تمام نسخ بومی مجله نشنال جئوگرافیک، نام انگلیسی این مجله به همراه نام زبان بومی یا کشور آن مجله نقش بسته‌است ولی در ایران، به علت ممنوعیت استفاده از کلمات خارجی و الفبای لاتین به عنوان نام مجلات، از نامی جایگزین برای عنوان National Geographic استفاده شده‌است. نام گیتانما به معنای دیدی از تمام هستی است. تایپوگرافی عنوان گیتانما نیز به وسیلهٔ رضا عابدینی، گرافیست معروف ایرانی صورت گرفته‌است.<ref name="http://ngmfarsi.com/">http://ngmfarsi.com//>

## شروع فعالیت
بابک نیکخواه بهرامی در سال ۲۰۰۸ اولین اقدامات هماهنگی برای راه‌اندازی مجله را با انجمن نشنال جئوگرافیک انجام داد. سپس، پس از گذشت چهار سال و دریافت مجوزهای لازم اولین نسخه مجله گیتانما (نشنال جئوگرافیک فارسی) در آبانماه ۱۳۹۱ منتشر شد.
در فروردین ۱۳۹۶، مجله نشنال جئوگرافیک فارسی، با مدیریت جدید آقای هومن دیهیمی، شکل تازه ای به خود گرفت و در آینده نزدیک پروژه‌های نشنال جئوگرافیک به برنامه‌های متنوع تری تبدیل خواهد شد. این برنامه‌ها شامل کارگاه‌های عکاسی، رویدادهای علمی-فرهنگی، مسابقات عکاسی و … هستند. همچنین علاوه بر مقالات اصلی ترجمه شده، مقالات بومی هم به مجله اضافه خواهد شد.
<https://web.archive.org/web/20130711080150/http://ref/ name="" http://ngmfarsi.com//>

## موضوعات
مجلهٔ نشنال جئوگرافیک طیف وسیعی از موضوعات جغرافیایی، علمی، فرهنگی و… را شامل می‌شود.